# Belgh Brasse
Vous pouvez aider à l'améliorer ou bien discuter des problèmes sur sa page de discussion.
- Il ne cite pas suffisamment ses sources. Vous pouvez indiquer les passages à sourcer avec {{référence nécessaire}} ou {{Référence souhaitée}}, et inclure les références utiles en les liant aux notes de bas de page. (Marqué depuis mars 2021)
- Il contient une ou plusieurs listes. Le texte gagnerait à être rédigé sous la forme d’un ou plusieurs paragraphes synthétiques, afin d’être plus agréable à lire. (Marqué depuis mars 2021)
- Son texte doit être wikifié : il ne correspond pas à la mise en forme Wikipédia (style, typographie, liens internes, liens entre les wikis, etc.). (Marqué depuis mars 2021)

- Archive Wikiwix
- Bing
- Cairn
- DuckDuckGo
- E. Universalis
- Gallica
- Google
- G. Books
- G. News
- G. Scholar
- Persée
- Qwant
- (zh) Baidu
- (ru) Yandex
- (wd) trouver des œuvres sur Wikidata

La Brasserie Belgh Brasse est située à Laval au Québec.

## Histoire
L'entreprise fut fondée en 2003 par Jean-Louis Marcoux, un maître-brasseur originaire de Belgique. L’entreprise commercialisait à ce moment la bière 8. En 2007, Jean-Louis Marcoux, entrepreneur dévoué et passionné par le brassage de la bière, réunit des investisseurs privés pour faire croître la brasserie.

## Produits
8
La première bière fut la « 8 », une bière de style belge, fermentée en bouteille.
Taïga
La deuxième bière fut la « Taïga », une bière dorée lancée en décembre 2004. L'eau utilisée pour brasser cette bière était prise d'un esker local. La qualité de cette eau fut l’une des raisons du succès de cette bière.
Mons
En janvier 2012, Belgh Brasse dévoile sa gamme de bières Mons. Tout d'abord destinée au marché américain, elle est introduite aux Québécois en octobre 2012. Il s'agit de trois bières d'abbaye d'inspiration belge commercialisées dans un format de 750 ml en verre. Il y a une bière blanche (Witte d’Abbaye) à 5 % alc./vol. , une bière blonde (Blonde d’Abbaye) à 7 % alc./vol. et une bière dubbel (Dubbel  d’Abbaye) à 8 % alc./vol. L'eau de qualité supérieure utilisée pour brasser ces bières provient d'un esker de l'Abitibi.Le nom Mons est inspiré de la ville de Mons, où Jean-Louis Marcoux, le maître-brasseur, est né et a grandi.
L'AMOSzus
Une gamme L'AMOSzus est aussi développée et est distribuée à la SAQ. La gamme est constituée d'une blanche (L'AMOSzus blanche) à 5 % alc./vol. ainsi qu'une blonde (L'AMOSzus blonde) à 7 % alc./vol.

## Prix
MONS WITTE D'ABBAYE
- Médaille d'or dans la catégorie White / Wit Beer du 2013 World Beer Championships.
- Médaille d'argent dans la catégorie Belgian Style Witbier au World Beer Awards 2013.
- Médaille de bronze dans la catégorie Bière de blé style belge / blanche au Canadian Brewing Awards 2012.
- Médaille de bronze dans la catégorie Witbier au Denver International Beer Competition 2013.
- Médaille de bronze dans la catégorie Wheat Beer - Belgian Style (Wit) au Canadian Brewing Awards 2013.

MONS BLONDE D'ABBAYE
- Médaille d'or dans la catégorie Abbey Single au 2013 World Beer Championships.
- Médaille de bronze dans la catégorie Belgian-Style Ale au European Beer Awards.

MONS DUBBEL D'ABBAYE
- Médaille d'or dans la catégorie World's Best Belgian Style Dubbel au World Beer Awards 2013.
- Médaille d'or dans la catégorie Americas Belgian Style Dubbel au World Beer Awards 2013.
- Médaille platine dans la catégorie Belgian Dubbel au 2013 World Beer Championships.
- Médaille d'or dans la catégorie Belgian-Style Dubbel au San Diego International Beer Competition.
- Médaille de bronze dans la catégorie Belgian Style Abbey Ale au Canadian Brewing Awards.

## Sources
- http://www.belghbrasse.com
- http://www.monsbeer.com/
- http://www.canadianbrewingawards.com/winners/years/2012/
- http://www.canadianbrewingawards.com/winners/years/2013/
- http://www.denverbeercomp.com/results_2013.html
- http://www.tastings.com/search_beer.lasso?se=k&kw=2013WhiteBeer&sb=All&sf=ScoreForSort&dt=All
- http://www.tastings.com/search_beer.lasso?se=k&kw=2013AbbeySingle&sb=All&sf=ScoreForSort&dt=All
- http://www.tastings.com/search_beer.lasso?se=k&kw=2013AbbeyDubbel&sb=All&sf=ScoreForSort&dt=All
- http://www.sdfair.com/pdf/2013_exhibits/13_entry_SDIB_Results.pdf